# امیرحسین جهانشاهی
امیرحسین جهانشاهی (زاده: سوم مهرماه ۱۳۳۹) بنیانگذار تلویزیون فارسی رها و از فعالان اقتصادی در عرصه عمرانی و ارتباطی در اروپا است.

## زندگی‌نامه
بزرگان خانواده پدری وی متعلق به طایفه قره‌قویونلو، که از پانصد سال پیش دارای مقام و منزلت و جایگاه حکمرانی در نقاط مختلف ایران بوده که اکنون بخش‌هایی از آن‌ها در آذربایجان ایران و کشورهای آذربایجان، ارمنستان، گرجستان، ترکیه و عراق است. جدّ مادری امیرحسین جهانشاهی، شیخ خزعل، فرماندار خوزستان بود. پدر بزرگ او میرزا شفیع جهانشاهی رئیس دیوان عالی کشور بود و پدر ایشان، غلامحسین جهانشاهی علاوه بر تصدی مقام وزارت دارایی، از پایه‌گذاران بنیاد پهلوی و معاون ریاست آن بنیاد بود.
وی دانش‌آموخته اقتصاد در فرانسه است و پس از سال‌ها فعالیت به عنوان مشاور امور مالی، در فرانسه و اسپانیا به عنوان سرمایه‌گذار عمده فعالیت داشته‌است. وی به عنوان یک سرمایه‌گذار عمده در شرکتهای متعدد و معتبر بین‌المللی از قبیل ویوندی، هاواس و بوویگ به فعالیت خود ادامه داده‌است.

## کتاب‌ها
از وی کتاب‌هایی با عنوان‌های هیتلر ایرانی-پایان دیکتاتوری احمدی‌نژاد و درهم‌شکستن استبداد سوم منتشر گردیده‌است که به نقش نیروهای مذهبی در عدم توسعه‌یافتگی ایران و همچنین خطر افراط‌گرایی اسلامی برای جامعه بشری در قرن نوین، می‌پردازد.

## کنفرانس موج سبز
در بهمن ۱۳۸۹ وی به همراه مهرداد خوانساری و محمدرضا مدحی در کنفرانسی در پاریس، اساس برنامه مبارزاتی علیه احمدی‌نژاد را روشن نمود و با دعوت از تمام مخالفان، ساختار اتحاد میان مخالفان خارج از حکومت و ناراضیان درون سیستم حکومتی را بنیان گذاشت.

## مستندهای صدا و سیمای جمهوری اسلامی ایران
در مستندی که صدا و سیمای جمهوری اسلامی ایران در خرداد سال ۱۳۹۰ و با عنوان الماسی برای فریب پخش نمود، از همکاری محمدرضا مدحی با امیرحسین جهانشاهی و جنبش سبز ایران سخن به میان آورد و وی را دارای سابقه همکاری با موساد خواند. امیرحسین جهانشاهی در کنفرانسی خبری خود در این رابطه گفت که به واسطه عوامل ما در داخل حکومت می‌دانستم که محمدرضا مدحی در دست عوامل حاکمیت قرار گرفته اما به لحاظ ملاحظات امنیتی مجبور بودیم این خبر را تا به امروز آشکار نکنیم. در مستند مثلث نیز که اسفندماه ۱۳۹۱ تهیه شده بود، صدا و سیمای ایران روایت دیگری از دیدارهای شخصی با نام محمود زمانی با امیرحسین جهانشاهی را در حالی پخش کرد که پیش از آن دبیرخانه موج سبز در بیانیه‌ای از شکست محمود زمانی به عنوان عامل نفوذی دستگاه اطلاعاتی جمهوری اسلامی که تلاش کرده بود به سازمان موج سبز راه یابد، خبر داده بود. رسانه‌های نزدیک به جمهوری اسلامی، مدعی‌اند که جهانشاهی دارای تابعیت اسرائیلی است. پس از مطرح شدن این ادعاها از سوی رسانه‌های تندرو، دفتر امیرحسین جهانشاهی در نامه‌ای به رسانه‌ها اعلام کرد که او مسلمان، شیعه و دارای تابعیت ایرانی است و از هنگام خروج از ایران، همواره با گذرنامه پناهندگی فرانسه زندگی کرده و تابعیت هیچ کشوری را نپذیرفته و نخواهد پذیرفت. وی همچنین سرمایه‌گذار شبکه تلویزیونی رها است.

## آشتی ملی و بازسازی اقتصادی
امیرحسین جهانشاهی در پیامی که در تاریخ ۲۷ سپتامبر ۲۰۱۳ برابر با ۵ مهرماه ۱۳۹۲ در تلویزیون رها و روزنامه اینترنشنال هرالد تریبون منتشر شد اعلام کرد که در شرایط جدید، به‌طور یکجانبه، برای مدتی که «نامحدود نخواهد بود» مبارزه «براندازی» را معلق می‌کند و امکانات خود را در این مدت صرف تلاش برای ایجاد یگانگی و هماهنگی برای رسیدن به «آشتی ملی» میان طیف‌های مختلفی خواهد کرد که به دنبال ایرانی پیشرو و مترقی هستند. امیر حسین جهانشاهی در گفتگوی خود با روزنامه فیگارو فرانسه در همین رابطه اظهار امیدواری کرده که نظام جمهوری اسلامی ایران در زمینه برقراری آشتی ملی در کشور با محور بازسازی و توسعه اقتصادی اقدامات عملی نشان دهد.

## دعوت از رئال مادرید برای بازی با پرسپولیس
بعد از طرح آشتی ملی از سوی امیرحسین جهانشاهی او در روز میلاد پیامبر اسلام با انتشار بیانیه‌ای اعلام کرد بنا به دعوت او و قبول رئیس باشگاه رئال مادرید، قهرمان جام باشگاه‌های اروپا مذاکرات برای انجام یک بازی دوستانه با تیم پرسپولیس را قبول کرده‌است. در مهرماه ۱۳۹۳، وی در نهایت به عنوان واسطه، ترتیب برگزاری یک بازی فوتبال میان باشگاه فوتبال پرسپولیس تهران و باشگاه فوتبال رئال مادرید را فراهم آورد که باعث جنجال رسانه‌ای گسترده در ایران گردید.

## انحلال سازمان موج سبز و اعلام موجودیت سازمان بازسازی اقتصادی و آشتی ملی (بام)
امیرحسین جهانشاهی طی کنفرانسی که در تاریخ ۲۰ نوامبر ۲۰۱۴ برابر با ۲۹ آبانماه ۱۳۹۳در پاریس برگزار شد، اعلام کرد که به ۳۵ سال دوران تبعید خود در خارج از کشور پایان خواهد داد و حداکثر تا بهار ۱۳۹۳ به ایران بازخواهد گشت. وی تأکید کرد که «قصد دارم با توجه به تعهدات طبیعی‌ام که زاده این شرایط جدید می‌باشد، تمام فعالیت‌هایم را در چارچوب قوانین کشورمان قرار دهم.» وی به دنبال کنفرانس خبری بیستم نوامبر در بیانیه‌ای که به تاریخ ۸ دسامبر۲۰۱۴ برابر با ۱۷ آذر ماه ۱۳۹۳ منتشر شد اعلام کرد که آقای دکتر مهرداد خوانساری، دبیرکل «موج سبز»، طبیعتاً در همین راستا پیشنهاد انحلال آن سازمان را به من داده‌اند و آن را پذیرفته‌ام. امیرحسین جهانشاهی همزمان با اعلام موجودیت سازمان بازسازی اقتصادی و آشتی ملی (بام)، اعلام کرد از آقای دکتر خوانساری دعوت کرده‌ام تا دبیرکلی این سازمان را بر عهده بگیرند. این سازمان، چتری است برای حمایت و کمک‌رسانی به بازسازی اقتصادی کشور و آشتی ملی که فعالیت‌هایش را در چارچوب قوانین کشور انجام خواهد داد.

## پایان فعالیت تلویزیون رها
امیرحسین جهانشاهی در بیانیه‌ای که به تاریخ ۱۹ دسامبر۲۰۱۴ برابر با ۲۸ آذر ماه ۱۳۹۳ از سوی دفتر او منتشر شد، توقف فعالیت تلویزیون فارسی رها را در راستای تصمیمش مبنی بر بازگشت به ایران و التزام به فعالیت در چارچوب قوانین کشور در آخر سال ۲۰۱۴ اعلام کرد. وی با اعلام اینکه سه سال پیش تلویزیون رها را به عنوان نمونه‌ای کاملاً ایرانی برای فعالیت مستقل و آزاد رسانه‌ای در حوزه خبر و تحلیل بنا نهاده، ابراز امیدواری کرد که این اقدام، پایانی برای شروع دوباره باشد و این رسانه بتواند در دوره شکوفایی و آبادانی کشورمان در چارچوب قانون آغاز به کار کند.